# Plutón
El Plutón va ser un falutx elàstic que a mitjans del segle xix va navegar fent funcions de guàrdia costanera («Servicio del Resguardo Marítimo») amb base a Benidorm. Va ser varat el 1832 a la platja d'Arenys de Mar. Construït a la drassana de Salvador Busquets, el Noi Caldes, i considerada una embarcació notable per les seves prestacions.
La tasca del Plutón com a vaixell de duanes es realitzà per a una empresa de Benidorm, Ors y García, fundada el 1835 a les ordres de Gaspar Ortuño. L'any 1939, plenament dedicat al control del contraban estava armat amb dos canons, un de 12 lliures i l'altre de 18, probablement muntats en afusts giratoris sobre l'eix de crugia. Una caixa d'armes de foc i armes blanques complementaven l'arsenal a bord. L'any 1844 el Plutón pertanyia a la Marina espanyola.

## Característiques
Va ser construït a la drassana arenyenca del Noi Caldes just l'any que moria Salvador Busquets i Vilardebò, conegut com el Noi Caldes, i agafava el relleu el seu fill Salvador Busquets i Casanovas.
Les qualitats del falutx Plutón, des del punt de vista nàutic, foren destacades pel tinent de navili Pere Riudavets. Afirmà que era un dels millors falutxs construïts a les costes catalanes. I va descriure les proporcions del buc i l’aparell que permetien aquests resultats destacats. Bàsicament una bona velocitat i una gran capacitat de cenyida (4,5 quartes). L’interès i la dedicació de Riudavets a les embarcacions de «resguardo marítimo» sembla demostrada per la donació de tres models al Museu Naval.
Les dimensions indicades a la taula es basen en les dimensions que figuren l’obra de referència, originalment publicades en peus de Burgos ( 1 peu = 0,278635 m ). La importància d'aquesta unitat de mesura en la construcció naval radica en els documents oficials sobre els vaixells.
| Mesures                                           | Peus de Burgos | Metres |
| ------------------------------------------------- | -------------- | ------ |
| Eslora                                            | 78             | 21,06  |
| Mànega                                            | 23,5           | 6,345  |
| Puntal                                            | 7,4            | 1,998  |
| Arbre mestre                                      | 79             | 21,33  |
| Arbre de mitjana                                  | 55             | 14,85  |
| Botaló del floc                                   | 53,04          | 14,32  |
| Botafora                                          | 42,9           | 11,58  |
| Antena mestra                                     | 132,6          | 35,80  |
| Antena de mitjana                                 | 71,6           | 19,33  |
| Car mestre                                        | 74,88          | 20,22  |
| Pena mestra                                       | 105,30         | 28,43  |
| Calat arbre mestre sota coberta                   | 8              | 2,16   |
| Calat arbre de mitjana                            | 6              | 1,62   |
| Distància arbre mestre a proa del centre          | 2              | 0,54   |
| Distància de l'arbre de mitjana a popa del centre | 34             | 9,19   |
| Interior del botaló                               | 10             | 2,7    |
| Interior del botafora                             | 6              | 1,62   |
| Angle arbre mestre amb la vertical                | 18 graus       |        |
| Angle arbre de mitjana a popa                     | 5 graus        |        |
| Angle del botaló amb la horitzontal               | 15 graus       |        |